# Brunfelsia grandiflora
«  Chiric sanango » redirige ici. Pour les autres significations, voir Sanango (homonymie).
Espèce
Classification APG III (2009)
Brunfelsia grandiflora, ou localement au Pérou chiric sanango, est une espèce de plantes à fleurs de la famille des Solanacées. C'est un arbrisseau originaire de la forêt amazonienne.
La plante mesure 3 m de haut et 2,5 m de large et ses feuilles font environ 30 cm de long. Les fleurs sont blanches ou violettes et fleurissent toute l'année.
Dans son aire d'origine elle est utilisée en médecine traditionnelle contre la fièvre, les rhumatismes, la syphilis, et l'arthrite. Elle est parfois utilisée comme additif dans l'ayahuasca, boisson hallucinogène sud-américaine. En laboratoire, des extraits de la plante ont montré un effet contre les protozoaires responsables de la leishmaniose.
Son effet hallucinogène est très important, et les visions générées sont souvent très difficiles à supporter; les composés chimiques responsables de ses effets psychotropes sont mal identifiés. Brunfelsia grandiflora est utilisée comme plante maîtresse (es) dans les diètes chamaniques (es),.
Elle est parfois aussi cultivée comme plante ornementale.